# Dermastija
Dermastija je priimek v Sloveniji, ki ga je po podatkih Statističnega urada Republike Slovenije na dan 1. januarja 2010  uporabljalo 27 oseb in je med vsemi priimki po pogostosti uporabe uvrščen na 11.038. mesto.

## Znani nosilci priimka
- Petra Dermastija (*1979), igralka namiznega tenisa